# داره خورما محمد سالم
قرية داره خورما محمد سالم (بالكردية: دارەخورمای محمەدسالم)‏ هي إحدى قرى ناحية قورة تو في قضاء خانقين ضمن الحدود الإدارية لمحافظة السليمانية لأنها ضمن مناطق إدارة كرميان في إقليم كردستان العراق.